# 타시아 쉬렐
타시아 쉬렐(Tasia Sherel, 1978년 7월 23일 ~ )은 미국의 배우, 모델, 텔레비전 배우, 영화배우이다.
시카고에서 태어났다.

## 영화
- 더 굿 네이버 폴리시 (2009년) - 탄야 역
- 덱스터 시즌4 (2009년) - 프랜시스 역
- 덱스터 시즌3 (2008년) - 프랜시스 역
- 덱스터 시즌1 (2006년)
- 에브리바디 헤이츠 크리스 (2005년)